# Come My Way
Come My Way es el primer álbum de la cantante británica Marianne Faithfull. Producido por Tony Calder, fue publicado el 15 de abril de 1965 junto al álbum Marianne Faithfull por la discográfica Decca, y relanzado en agosto de 1991 en CD, acompañado de cuatro canciones como pistas adicionales.

## Grabación, antecedentes y composición
Tras el éxito de su primer sencillo, "As Tears Go By", la discográfica Decca quería que Marianne grabara un álbum de composiciones pop, mientras ella prefería grabar un álbum folk. Por ende, la discográfica le sugiere grabar un álbum con ambos estilos. Pero ella decide, finalmente, grabar dos álbumes simultáneamente.
Ambos se grabaron en un período de tres meses, entre 1964 y 1965, en los IBC Sound Recording Studios, y en los Lansdowne Studios y el Decca Number Two Studio de Londres. Como ella estaba ocupada en actividades promocionales y conciertos, las sesiones de grabación a veces comenzaban en la medianoche y terminaban sobre las 3 a. m. 
Entonces, Come My Way se convierte en el álbum folk que esperaba.
Entre sus composiciones hay una original escrita por Jon Mark, que da título e inicio al álbum. Todas contienen arreglos de Mark, la mayoría para que puedan ser interpretadas desde el punto de vista femenino.
Dos pistas son clasificadas como "spoken songs" (canciones habladas), donde Faithfull narra poemas acompañada de música. La primera interpretación de este estilo es "Jaberwock", un poema sin sentido, ya que muchas palabras son inventadas, escrito por Lewis Carroll, perteneciente al libro A través del espejo y lo que Alicia encontró allí de 1871. La otra es "Full Fathom Five", segunda estanza de "Ariel's Song", perteneciente a la escena II del primer acto de la obra de teatro La tempestad, de William Shakespeare.
Las únicas dos versiones en el álbum son "Lonesome Traveller" de Pete Seeger and The Weavers, escrita por Lee Hays en 1950 y "Four Strong Winds", compuesta por el músico canadiense Ian Tyson, la cual habla sobre una relación romántica que termina.
Entre las canciones tradicionales se encuentran "Portland Town", "House of the Rising Sun", una versión folk (diferente a la que grabó previamente para el lado B de "Blowin' in the Wind"), tradicional de Estados Unidos, su origen se remonta al siglo XIX. El significado, pese a que no está del todo claro, sería el del testimonio de una joven cuya vida se llena de miseria y calamidad con motivo de su estancia en una "casa" de Nueva Orleans. Para muchos historiadores, que investigan el origen de la letra, la "casa" puede ser un prostíbulo, un hotel que se incendió, un café que existió en la primera mitad del siglo XIX, o una cárcel. "Spanish Is a Loving Tongue", está basada en el poema A Border Affair, escrito por el vaquero Charles Badger Clark Jr. en 1907 que habla sobre un hombre blanco que se enamora de una mujer mexicana. Un amor condenado al prejuicio racial. "Fare Thee Well", una balada inglesa del siglo XVIII en la cual un enamorado se despide antes de emprender un viaje. Líricamente es muy parecida a "Mary Ann", una canción inglesa donde un pirata se despide de su amada. "Down in the Salley Garden", basada en un poema de 1889 de William Butler Yeats. "Black Girl", también conocida como "Where Did You Sleep Last Night", "In the Pines" o "My Girl", una canción norteamericana fechada en 1870. Hay muchas variaciones, depende de la sensibilidad étnica de quien la interprete. En la versión de Faithfull se puede interpretar que es la historia de una chica negra que engaña a su marido con otros hombres. Aunque en otros escritos se interpreta que lo mató y nadie cree lo contrario porque es de raza negra. "Once I Had a Sweetheart", es un lamento a la pérdida de un amante. Y, "Bells of Freedom", con arreglos de Mark y Jim Sullivan, cierra el álbum.

## Portada y diseño
Luego de fotografiar el proceso de grabación en los estudios Decca, el fotógrafo Gered Mankowitz retrató a Marianne en una taberna en St. Martins Lane, en el centro de Londres, llamada Salisbury Arms, a finales de 1964. Previamente se había escogido una fotografía donde detrás de ella había un espejo que reflejaba a un muchacho que se encontraba allí, por lo que Decca escogió otra foto de la misma sesión.
La contraportada es, también, una foto de Mankowitz de Marianne en el estudio de grabación.
El diseño estuvo a cargo de Chris O'Dell.
En el relanzamiento de 1991, del sello Deram, se utilizó una fotografía de Michael Ochs, a color y en exteriores, de 1965.

## Publicación
El álbum se publicó por primera vez junto al homónimo Marianne Faithfull en formato vinilo, tanto en monoaural como estéreo, el 15 de abril de 1965.
En agosto de 1991 se relanza en formato CD, con cuatro pistas extras: "Blowin' in the Wind", una versión de Bob Dylan que además fue su segundo sencillo, después de "As Tears Go By", producida por Andrew Loog Oldham; dos producciones de Mike Leander, "Et maintenant (What Now My Love?)", extraída del EP Go Away from My World, escrita por Gilbert Bécaud y Pierre Delanoë, y "That's Right Baby", lado B del sencillo "Tomorrow's Calling", escrita y dirigida por el mismo productor; por último, "Sister Morphine", lado B del sencillo de 1969 "Something Better", escrita por Faithfull y el dúo de compositores Richards/Jagger, y producida por este último.
En 2006 se relanza bajo el sello Lilith en formato vinilo y CD. El CD contiene las cuatro pistas adicionales anteriormente nombradas. Mientras, el vinilo, que se editó en monoaural, contiene "That's Right Baby" y "Sister Morphine".
El 31 de julio de 2013 se relanza en Japón en formato SHM-CD, de forma limitada. Contiene todas las canciones en versión monoaural y estéreo, además de cinco pistas adicionales en monoaural: tres producidas por Oldham, "Greensleeves", lado B de su primer sencillo "As Tears Go By", "Blowin' in the Wind" y su lado B "House of the Rising Sun"; "Come My Way" y "Mary Ann" producidas por Mike Leander para el álbum americano Go Away from My World.

## Recepción y crítica
La revista Record Mirror calificó al álbum con cuatro estrellas de cinco y en su reseña escribió, «La gracia parece la clave, un tipo de acercamiento real».
Junto a su homónimo, Marianne Faithfull, entró al top 30 el 5 de junio de 1965 donde alcanzó el puesto número 12 durante siete semanas en las listas. Posiblemente esto indicaba la preferencia pública de Marianne en la música folk.

## Lista de canciones
Sesiones de grabación producidas por el arreglista Jon Mark. «House of the Rising Sun» apareció aquí en una diferente versión a la editada por Faithfull como lado B de su sencillo «Blowin' in the Wind», producida por Andrew Loog Oldham. 
| Lado 1 |                              |                 |          |  |
| N.º    | Título                       | Escritor(es)    | Duración |  |
| 1.     | «Come My Way»                | Jon Mark        | 2:02     |  |
| 2.     | «Jaberwock»                  | Trad. arr. Mark | 2:30     |  |
| 3.     | «Portland Town»              | Trad. arr. Mark | 2:57     |  |
| 4.     | «House of the Rising Sun»    | Trad. arr. Mark | 2:17     |  |
| 5.     | «Spanish Is a Loving Tongue» | Trad. arr. Mark | 3:42     |  |
| 6.     | «Fare Thee Well»             | Trad. arr. Mark | 2:50     |  |
| 7.     | «Lonesome Traveller»         | Lee Hays        | 2:02     |  |

| Lado 2 |                             |                               |          |  |
| N.º    | Título                      | Escritor(es)                  | Duración |  |
| 1.     | «Down in the Salley Garden» | Trad. arr. Mark               | 2:00     |  |
| 2.     | «Mary Ann»                  | Trad. arr. Mark               | 1:42     |  |
| 3.     | «Full Fathom Five»          | Trad. arr. Mark               | 1:21     |  |
| 4.     | «Four Strong Winds»         | Ian Tyson                     | 2:58     |  |
| 5.     | «Black Girl»                | Trad. arr. Mark               | 2:26     |  |
| 6.     | «Once I Had a Sweetheart»   | Trad. arr. Mark               | 2:07     |  |
| 7.     | «Bells of Freedom»          | Trad. arr. Mark, Jim Sullivan | 2:03     |  |

| Pistas adicionales en el CD de 1991 |                                     |                                                 |                    |          |  |
| N.º                                 | Título                              | Escritor(es)                                    | Productor(es)      | Duración |  |
| 15.                                 | «Blowin' in the Wind»               | Bob Dylan                                       | Andrew Loog Oldham | 3:08     |  |
| 16.                                 | «Et maintenant (What Now My Love?)» | Gilbert Bécaud, Pierre Delanoë, Sigman          | Mike Leander       | 3:28     |  |
| 17.                                 | «That's Right Baby»                 | Mike Leander                                    | Mike Leander       | 2:48     |  |
| 18.                                 | «Sister Morphine»                   | Mick Jagger, Marianne Faithfull, Keith Richards | Mick Jagger        | 5:28     |  |

## Historial de lanzamiento a nivel mundial
| País        | Fecha de publicación  | Formato     | Discográfica / Núm. cat.   |
| ----------- | --------------------- | ----------- | -------------------------- |
| Reino Unido | 15 de abril de 1965   | Vinilo      | Decca LK 4688              |
| Australia   | 1965                  | Vinilo      | Decca LKA 4688             |
| Sudáfrica   | 1965                  | Vinilo      | Decca LK 4688              |
| Europa      | Agosto de 1991        | CD          | Deram 820 629-2            |
| Reino Unido | 25 de marzo de 2002   | CD          | Rev-Ola CRREV229           |
| Japón       | 25 de marzo de 2002   | CD          | Decca UICY-3296            |
| Rusia       | 21 de marzo de 2006   | CD          | Lilith LR104               |
| Europa      | 5 de julio de 2006    | Vinilo      | Lilith LR104LP             |
| Reino Unido | 14 de febrero de 2013 | CD y vinilo | Lilith LR354               |
| Japón       | 31 de julio de 2013   | SHM-CD      | Universal Music UICY-75676 |
| Reino Unido | 6 de agosto de 2013   | CD          | Universal Music 0577423    |

## Créditos y personal
| - Marianne Faithfull – voz principal - Jon Mark – guitarra, producción de sesión, mezcla y arreglos - Jim Sullivan – guitarra - Martin Haines – ingeniero | - Tony Calder - producción - Gered Mankowitz – Fotografía - Chris O'Dell – Diseño |